# Разрушение Трипольской ТЭС

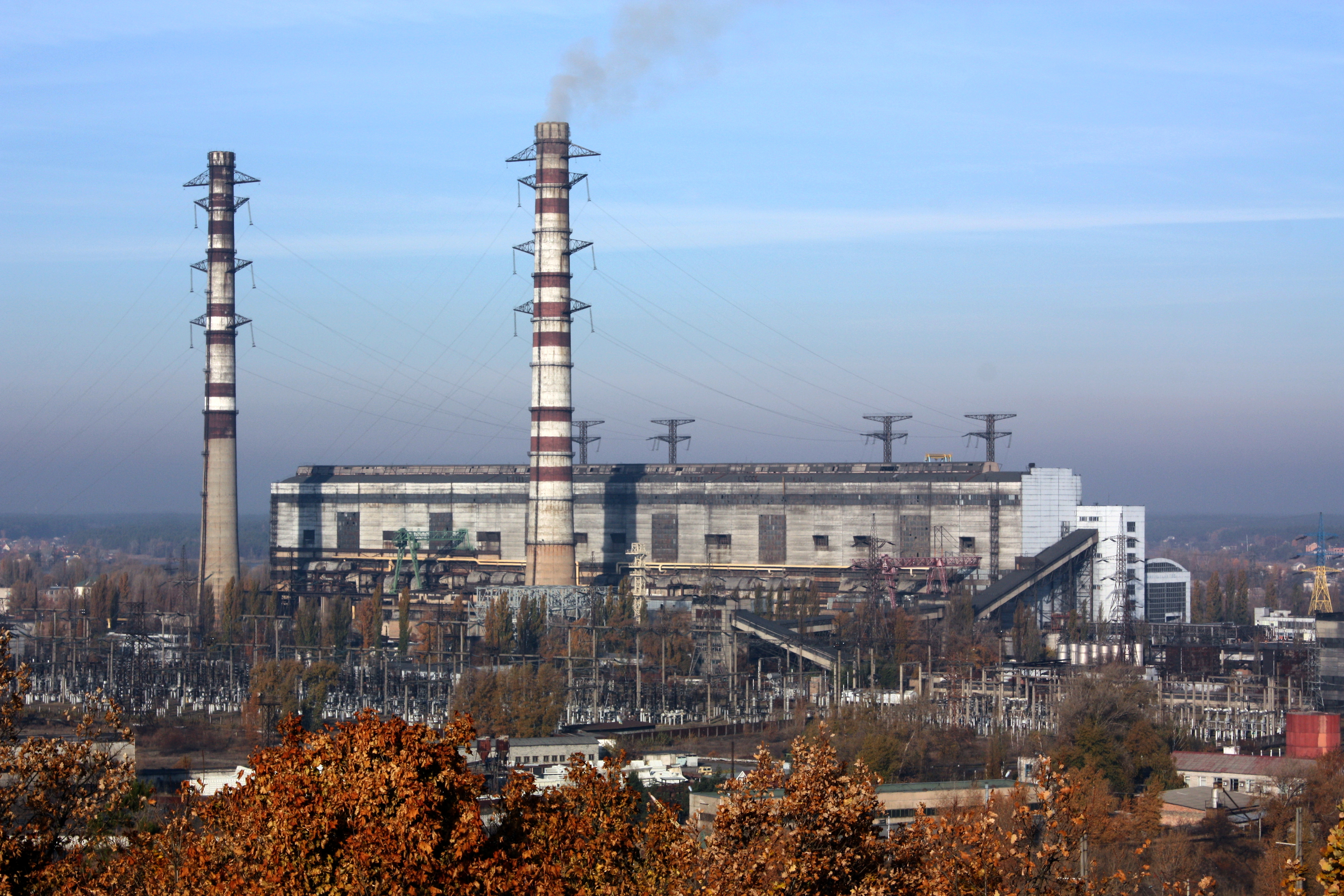
Трипольская ТЭС до разрушения

Разрушение Трипольской ТЭС — результат удара Вооружённых сил России по Трипольской тепловой электростанции, самой мощной электростанции в Киевской области Украины, произведённого в ночь на 11 апреля 2024 года. Из-за действий россиян оператор трёх ТЕС «Центрэнерго» потеряла 100 % от всей генерации.

## Ход событий

### Предыстория
Российские удары по украинской энергосистеме начались с сентября 2022 года после отступления российской армии из Харьковской области. Целями крылатых ракет и беспилотников-камикадзе стали электростанции, газодобывающие объекты и — в первую очередь — трансформаторные подстанции, связывающие энергосистему в единое целое и обеспечивающие поставку энергии потребителям. В результате ударов во многих регионах Украины происходили отключения энергоснабжения, подачи воды и отопления от ТЭЦ, случались перебои со связью.
В Human Rights Watch, Всемирной организации здравоохранения, Международном комитете Красного Креста и Amnesty International подчёркивали, что целенаправленное уничтожение гражданской инфраструктуры накануне зимы лишает мирных жителей доступа к ресурсам первой необходимости — электричеству, теплу и чистой воде, ставит жизни под угрозу, что позволяет квалифицировать их как военные преступления. Украинские власти характеризовали российскую военную стратегию как государственный терроризм, направленный на формирование новой волны миграции украинских беженцев и принуждение к мирным переговорам на российских условиях.

### Ракетный удар 11 апреля 2024 года
В ночь на 11 апреля 2024 года ВС РФ нанесли массированный удар по энергетическим объектам в пяти областях Украины: Харьковской, Киевской, Одесской, Запорожской и Львовской. Российские крылатые ракеты разного класса, включая Х-69, а также беспилотники атаковали два объекта энергетической инфраструктуры, включая электроподстанцию. ВС РФ задействовали 82 средства нападения, среди которых 40 ударных беспилотников и 40 крылатых ракет. Из них 57 дронов и ракет были сбиты. В результате попаданий турбинный цех Трипольской ТЭС охватил сильный пожар. На предприятии продолжаются работы по его локализации. О жертвах пока не сообщается.
Александр Туренко, мэр города Украинка, в котором расположена ТЭС, призвал закрыть окна в домах, «чтобы не дышать вредными продуктами горения» и запастись водой. В результате российской диверсии более 200 тысяч жителей Харьковской области перестали получать электроснабжение.
Из-за российских ударов оператор трёх ТЕС «Центрэнерго», потеряла 100% от всей генерации. Ранее, 22 марта 2024 года, ВС РФ уничтожили Змиёвскую ТЭС.

## Реакции

### Россия
11 апреля президент России Владимир Путин в ходе встречи с президентом Белоруссии Александром Лукашенко заявил, что удары по энергообъектам Украины — это ответ на украинские удары по российским нефтеперерабатывающим предприятиям и частично связаны с процессом демилитаризации Украины, так как они влияют на оборонно-промышленный комплекс страны. Путин добавил, что атаки были приурочены к весне, а не к зиме из гуманитарных соображений.